# Pyramids
Pyramids è il secondo singolo estratto dall'album Channel Orange del cantante statunitense Frank Ocean e pubblicato nel 2012.
La canzone è entrata nelle classifiche statunitense, britannica e belga.